# Erik Palmstedt
Erik Palmstedt, född den 16 december 1741 i Stockholm, död den 12 juni 1803, var en framstående svensk arkitekt under den gustavianska tiden, och upphovsman till flera monumentala byggnadsverk i Stockholm, däribland Börshuset, Arvfurstens palats och Norrbro. Han var vice stadsarkitekt i Stockholm. Han var även organist vid Riddarholmskyrkan i Stockholm.

## Biografi

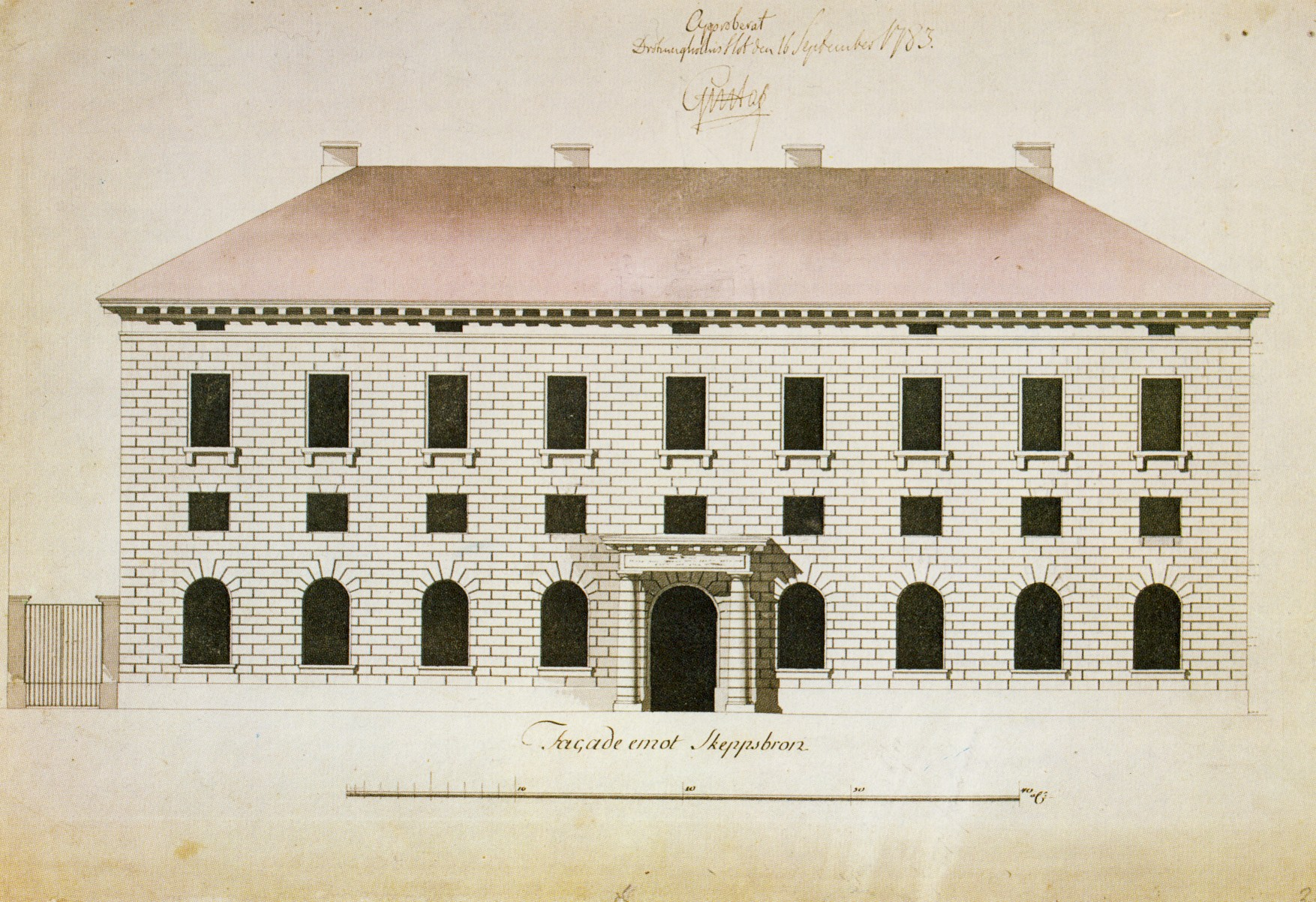
Tullhuset vid Skeppsbron i Stockholm, fasadritning från 1783.

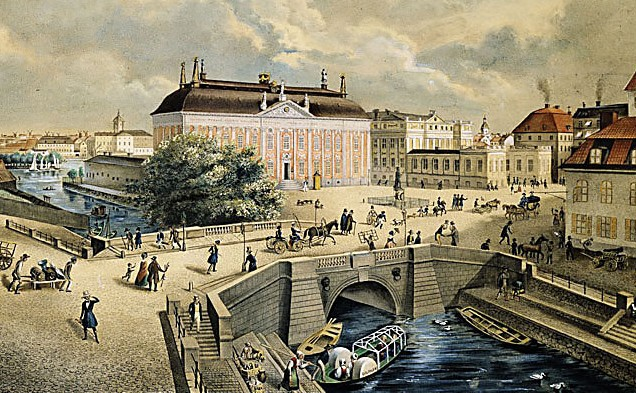
Gamla Riddarholmbron mellan Gamla stan och Riddarholmen, byggdes 1784-1789 och revs 1867

Palmstedt fick sin utbildning vid Johan Eberhard Carlbergs skola, och utsågs till vice stadsarkitekt i Stockholm 1773. År 1791 fick han professors namn och blev ledamot av Konstakademien, där han 1802 utsågs till rektor för arkitekturundervisningen. Den 4 april 1781 blev han ledamot nr. 77 av Kungliga Musikaliska Akademien.
Redan som nittonåring ritade Erik Palmstedt ett par hus i Stockholm självständigt. Hans byggnader visar tidigt franska influenser och påverkan av J. F. Blondel och G. M. Oppenort. Efter några arbeten för hovet fick han i uppdrag att rita Börshuset 1767 där han omarbetade arkitekten Carl Johan Cronstedts ritningar och blev dess egentliga upphovsman. Huset visar tidstypiskt övergången från rokoko till gustaviansk stil.
Han företog en studieresa till Rom och Paris 1778-80, under vilket han studerade nya strömningar inom arkitekturen av monumentalbyggnader och uppbrottet från barocken. I Rom studerade han antik arkitektur. Intryck och lärdomar från resan skrev Erik Palmstedt ned i sina dagboksanteckningar, och han gjorde även stilanalyser och studieritningar. 
När han kom hem till Sverige anlitades han av Gustav III för Gripsholms slott, där han gjorde ny- och ombyggnader, bland annat teatern i Teatertornet. Hans mest uppmärksammade arbete tillkom därefter, Arvfurstens palats. Han ritade även sitt eget hus vid Västerlånggatan 27, Palmstedts hus, som dock var ofullbordat vid hans död. Vissa andra byggnader har dock rivits, till exempel Hildebrandska huset i kvarteret Rosenbad och gamla Riddarholmsbron. I egenskap av vice stadsarkitekt ritade han några av stadens stora brunnar, bland dem Stortorgsbrunnen och Tyska brunn.
Utanför stockholmsområdet har Erik Palmstedt ritat några herrgårdar, till exempel Heby slott i Södermanland och Skinnskattebergs herrgård i Västmanland, samt några tillbyggnationer av kyrkor.
Palmstedt var son till hovmusicus Johan Palmstedt och Maria Segerlund. Själv var han också musikalisk och fungerade i 27 år som organist i Riddarholmskyrkan. Han gifte sig 1784 med Hedvig Gustava Robsahmsson, dotterdotter till hovkörsnären Nils Björk. Äktenskapet var ekonomiskt fördelaktigt, och i hans hem på Svartmangatan samlades samtidens stora konstnärer, som Carl Michael Bellman, Joseph Martin Kraus och Elias Martin. Sonen Carl Palmstedt (1785-1870) var Berzelius medarbetare och grundade Chalmers tekniska högskola.
Erik Palmstedts grav återfinns i Storkyrkan i Stockholm.

## Verk (urval)
- Börshuset, 1767-1778

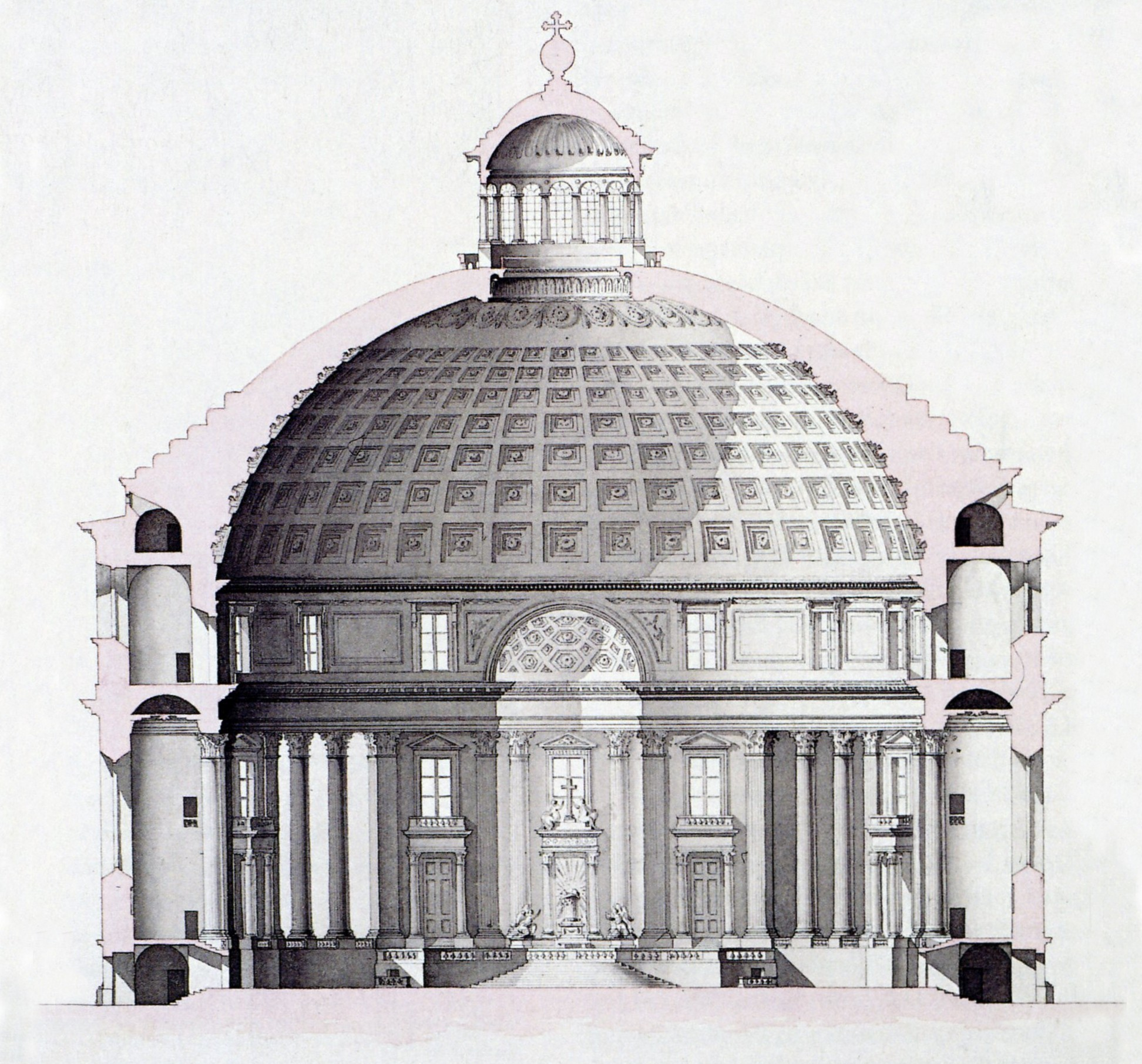
Förslag till Stockholms panteon 1791.

- Levins villa, Riddarholmen, efter 1771
- Skinnskattebergs herrgård, påbörjad 1775
- Stortorgsbrunnen, 1778
- Heby slott, omkring 1780
- Hildebrandska huset, omkring 1780-1800
- Norrbro, 1781-1807
- Tullhuset, Skeppsbron 38, 1783-1790
- Svartå slott, 1783-1792
- Arvfurstens palats, 1783-1794
- Gamla Riddarholmsbron, 1784-1789 (revs 1867)
- Tyska brunn, 1785
- Dalarö tullhus, 1788
- Söderfors kyrka, 1789-1792
- Stockholms panteon, 1791 (ofullbordat)
- Fållnäs gård, 1780-1807
- Palmstedts hus, 1801

## Bilder, verk i urval

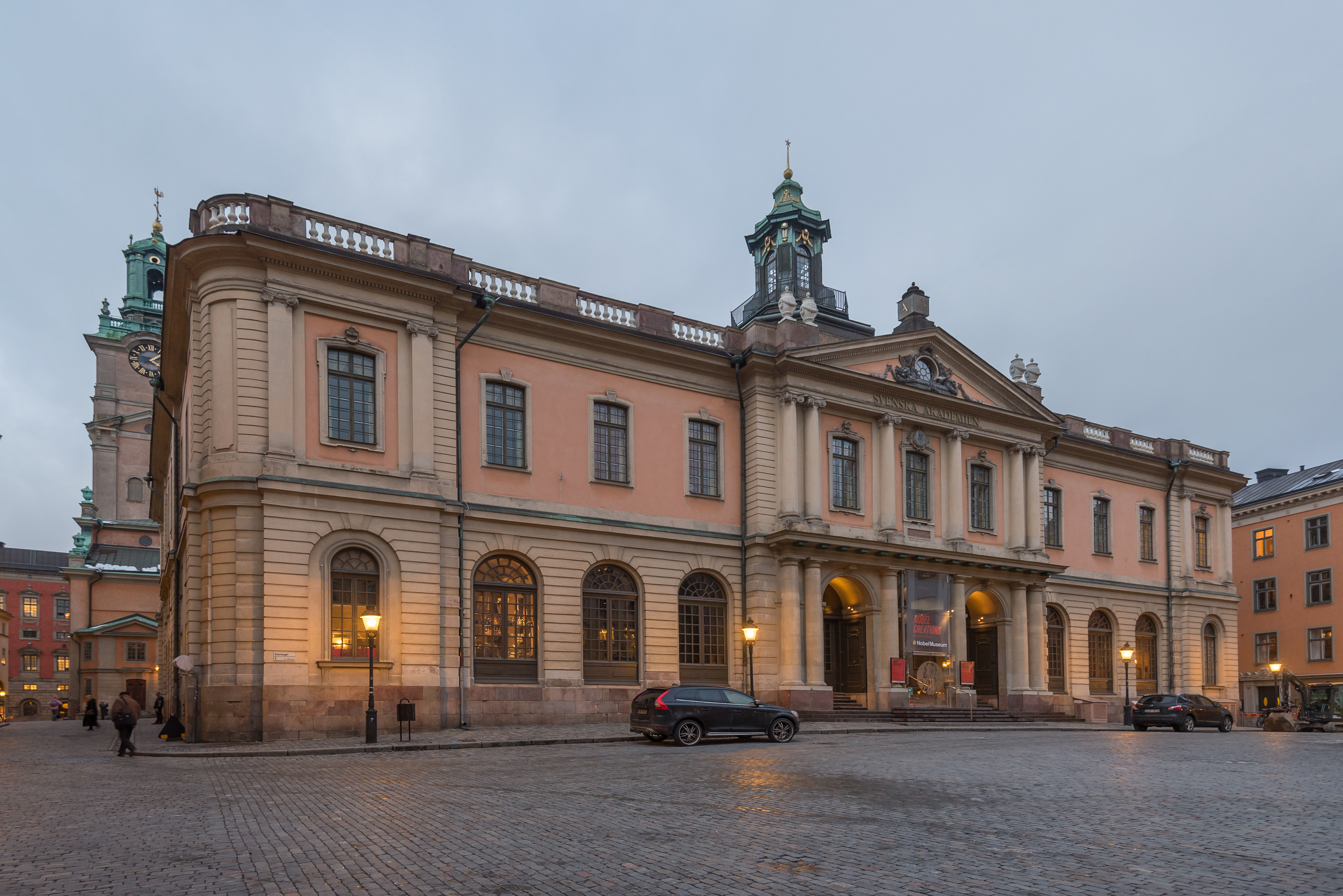
Börshuset.
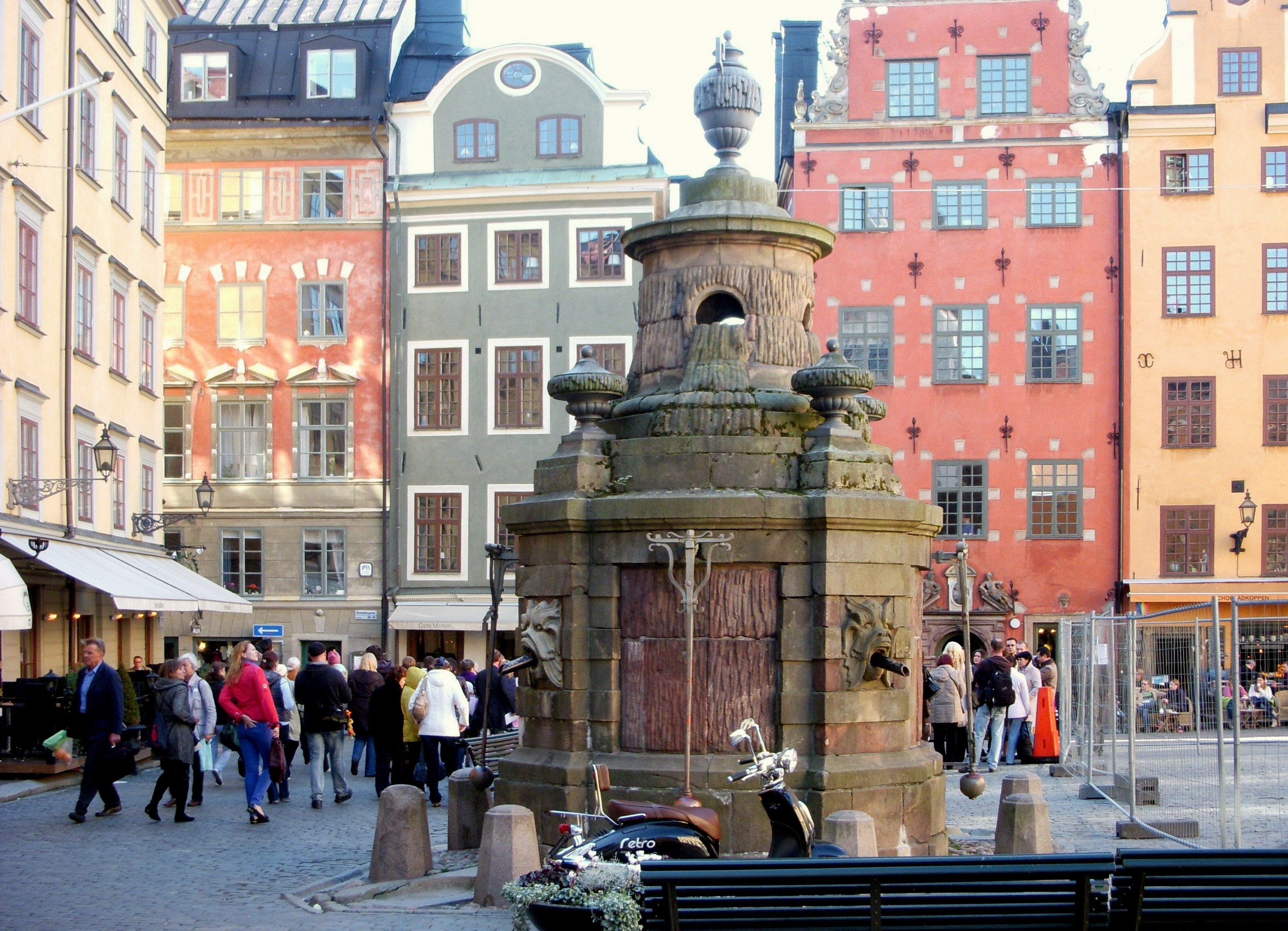
Stortorgsbrunnen.
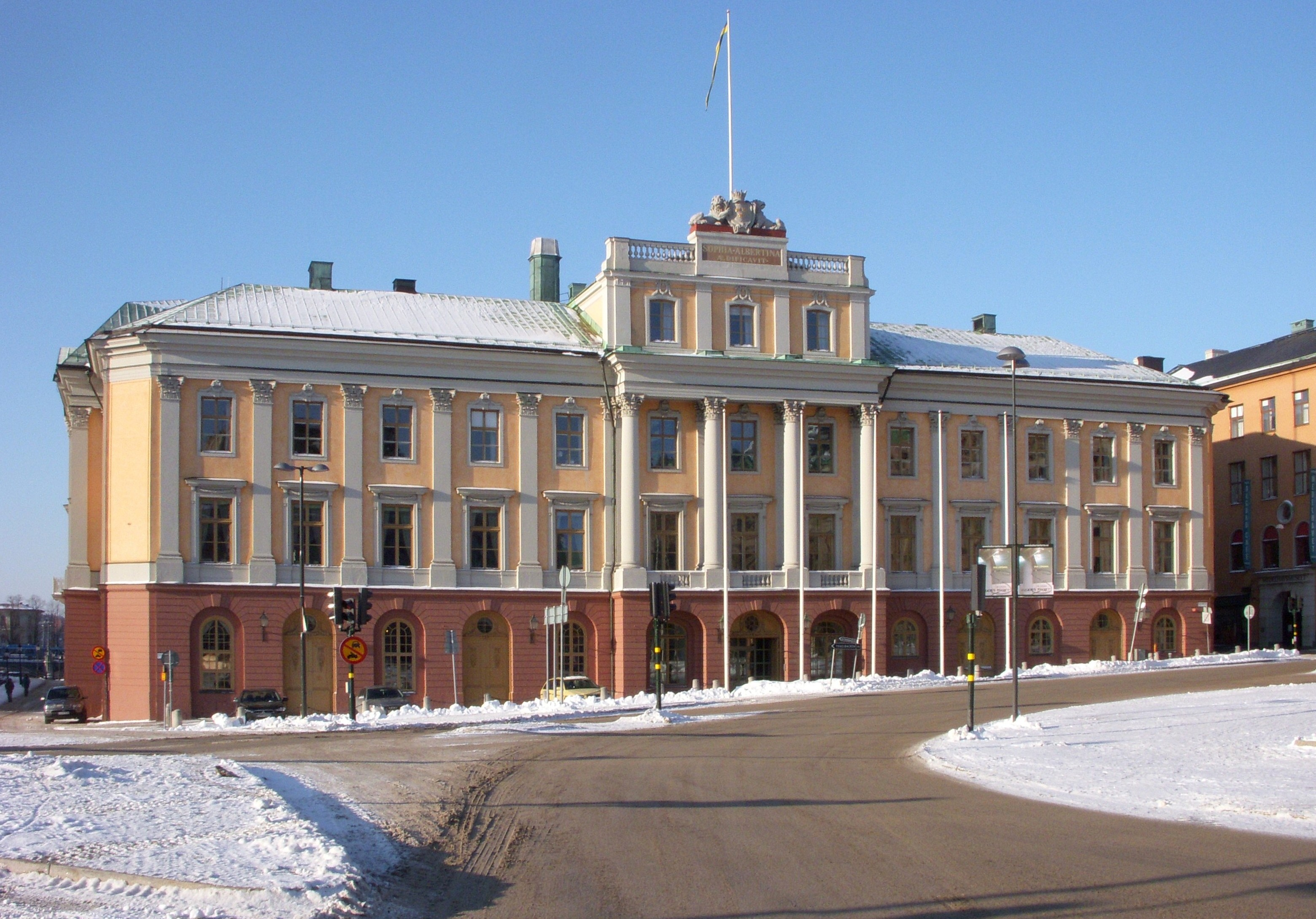
Arvfurstens palats.
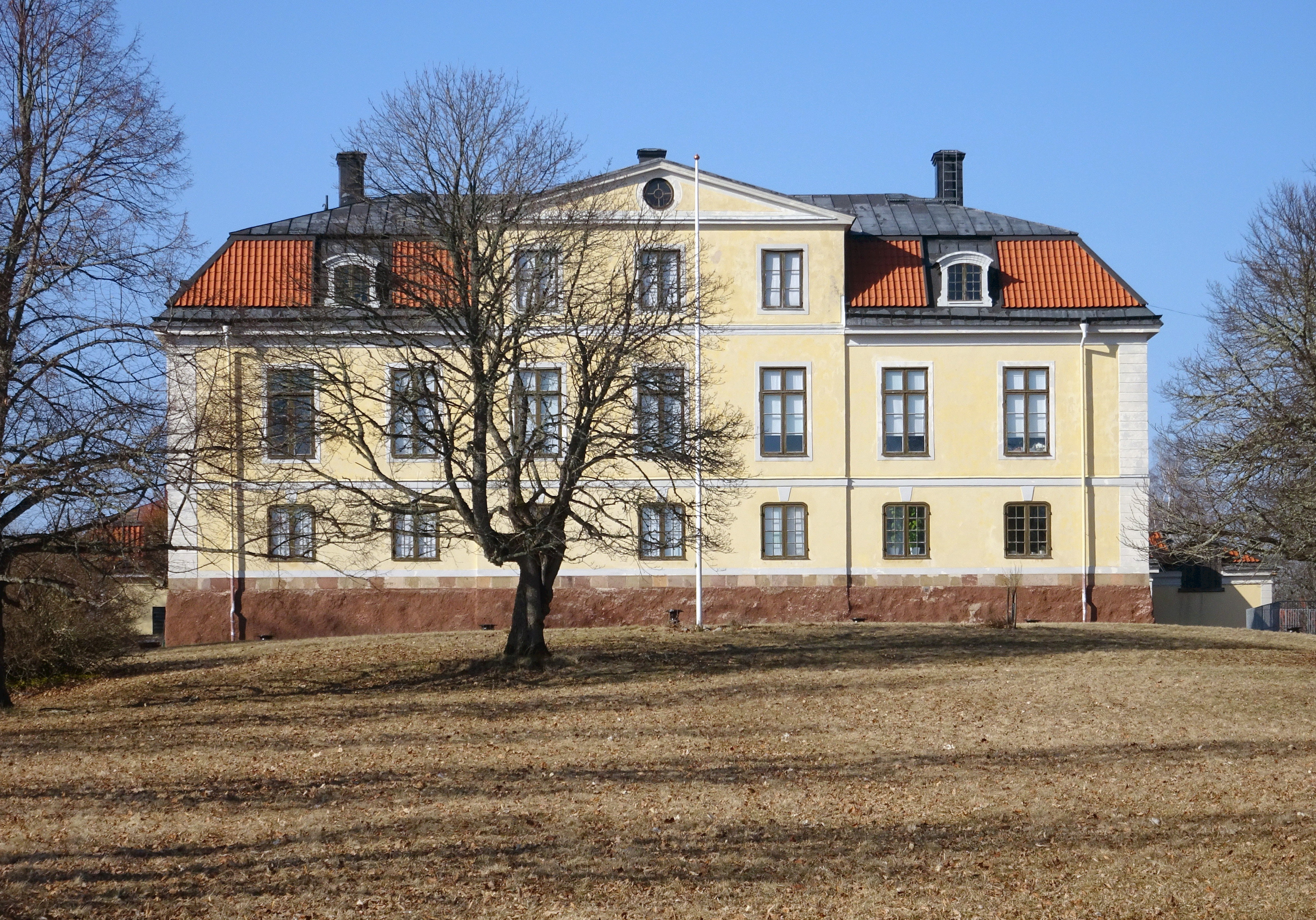
Heby slott.
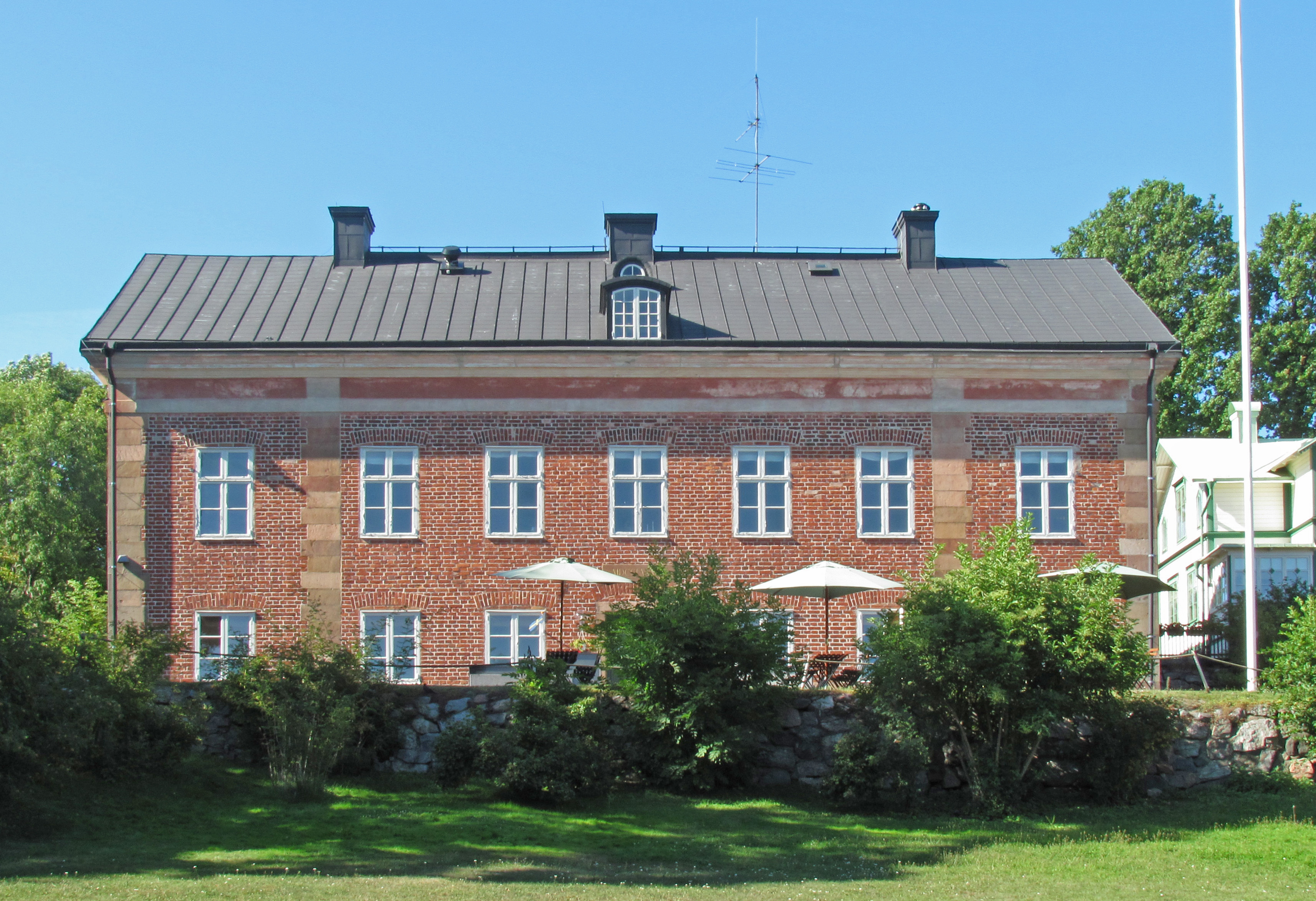
Dalarö tullhus.